# Poles Apart
„Poles Apart“ je třetí skladba z posledního studiového alba anglické progresivně rockové skupiny Pink Floyd, vydaného v březnu roku 1994. Píseň napsali Nick Laird-Clowes, kytarista skupiny Pink Floyd David Gilmour a jeho manželka Polly Samson.

## Sestava
- David Gilmour – kytara, zpěv
- Nick Mason – bicí, perkuse
- Richard Wright – klávesy
- Guy Pratt – baskytara
- Jon Carin – programování